# Selma Maria
Selma Maria (São Paulo, 1965)  é uma artista interdisciplinar, escritora, curadora de exposições e pesquisadora da cultura da infância longe dos centros urbanos  . Seu trabalho tem como foco a cultura brasileira, o brinquedo e os jogos de palavras.

## Obras
- Um pequeno tratado de brinquedos para meninos quietos  (Editora Peirópolis, 2009))[12]
- Isso isso (Editora Peirópolis, 2010)[13]
- Um pequeno tratado de brinquedos para meninos quietos da cidade (Editora Peirópolis, 2011)[14]
- A  menina que nunca terminava nada (Editora Sesi-SP, 2013)[15]

- Super-imã e o mar (Editora Sesi- SP, 2013)[16]
- ABC da água (Panda Books, 2014)[17]
- Oras Bolas! (Editora Tordesilhas, 2014)[18]

- Mesma (Editora Sesi-SP, 2018)[19]
- Zurro (Editora Sesi-SP, 2018) [20]

- Comum (Editora Sesi-SP, 2018) [21]
- Falta  (Editora Sesi-SP, 2018) [22]
- Brinquedos miúdos e graúdos nascidos da barriga da língua portuguesa (Estrela Cultural, 2018)[23]
- Belo, o patinho amarelo (Estrela Cultural, 2019)[24]
- Palavra-chave (Editora do Brasil, 2021)[25]
- Eu, tu e o truque (Telos Editora, 2021)[26]
- Brasil Colônia 1500ml (Casinha na Árvore, 2022) [27]
- SINSALABIM, revela uma palavra para mim ( Estrela Cultural, 2023)[28]
- OLHA O TAMANHO DO A (Estrela Cultural, 2023) [29]
- Livro do Palavrão (Pingue-Pongue Educação, 2023)[30]
- Maria José é, José Maria  (Pingue-Pongue Educação, 2023)[31]

## Colaborações Literárias
- - A Cidade da Gente - Congonhas/MG ( Editora Olhares, 2018)[32]
  - A Cidade da Gente –Parque Vila Maria (Editora Olhares, 2019)[33]
  - A Cidade da Gente – Conceição do Mato Dentro/MG (Editora Olhares, 2019)[34]
  - A Cidade da Gente – Suzano/SP (Editora Olhares, 2020)[35]
  - “A Cidade da Gente” – Cruzeiro do Sul/AC (Editora Olhares, 2020)[36]
  - A Cidade da Gente – Tapiraí/SP (Editora Olhares, 2021) [37]
  - A Cidade da Gente – Juquiá/MG (Editora Olhares, 2021)[38]
  - A Cidade da Gente –Mogi das Cruzes (Editora Olhares, 2021)[39]
  - A Cidade da Gente –Santa Bárbara (Editora Olhares, 2022)[40]
  - A Cidade da Gente –Sabará (Editora Olhares, 2022)[41]
  - A Cidade da Gente –Nova Lima (Editora Olhares, 2022)[42]
  - A Cidade da Gente –Miracatu (Editora Olhares, 2022)[43]
  - A Cidade da Gente –Cubatão (Editora Olhares, 2023)[44]
  - A Cidade da Gente –Bragança Paulista (Editora Olhares, 2023)[45]